# 2012년 여의도 흉기난동 사건
2012년 여의도 흉기난동 사건(汝矣島凶器亂動事件)은 2012년 8월 22일 저녁에 서울특별시 여의도에서 30대 남성 김모가 4명을 흉기로 부상시킨 사건이다.

## 사건 배경 및 전개
이 사건을 저지른 김모(2012년 당시 30세)는 전 직장동료들에게 앙심을 품고 2012년 8월 22일 수요일 저녁 미리 준비한 흉기를 들고 전 직장동료 2명을 흉기로 찔렀다. 이후 일부 시민들이 제지하자 도주하던 도중 자신과 관련이 없던 또다른 2명의 시민들에게도 흉기를 휘둘러 부상을 입혔다. 이후 막다른 골목에 몰아넣어져 시민/경찰과 대치하다 경찰의 테이저건에 맞고 검거되었다.

## 검거 이후
경찰에 검거된 범인은 8월 24일 구속되었고, 경찰 조사에서 전 직장동료 6명을 살해하려 했다고 진술하였다. 8월 26일 현장 검증이 이루어졌지만, 피의자가 극도로 불안한 모습을 보여 중단되었다. 검찰 송치 이후 기소되어 재판에 넘겨졌다. 2013년 1월 24일 국민참여재판에서 열린 1심 공판에서 징역 14년이 선고되었다.